# Museo de la Festa (Elche)
El Museo Municipal de la Festa de Elche (Alicante), España nace como una forma de atrapar en el espacio y en el tiempo parte de la magia que envuelve la Festa para darla a conocer a los que visitan la ciudad a lo largo del año.
El Museo se compone de dos salas: una estática, meramente expositiva, donde se recoge algo de la tradición escénica que envuelve el Misterio, como pueden ser carteles, maquetas, coronas, ropajes, guitarras... y otra más dinámica, donde las nuevas tecnologías utilizadas, combinan tanto imágenes visuales como olores y sonidos típicos de "La Festa", para revivir en una visita al museo toda la emotividad que conlleva cada representación. 
Parte del museo está localizado en la que fue la Ermita de San Sebastián, asimismo muy ligada al drama asuncionista y restaurada con motivo de la creación del museo.